# HD170397
HD170397 — хімічно пекулярна зоря спектрального класу A0, що має видиму зоряну величину в смузі V приблизно  6,0.
Вона  розташована на відстані близько 284,6 світлових років від Сонця.

## Фізичні характеристики
Зоря HD170397 обертається 
порівняно повільно 
навколо своєї осі. Проєкція її екваторіальної швидкості на промінь зору становить  Vsin(i)= 39км/сек.

## Пекулярний хімічний склад
Зоряна атмосфера HD170397 має підвищений вміст 
Si
.

## Магнітне поле
Спектр даної зорі вказує на наявність магнітного поля у її зоряній атмосфері.
Напруженість повздовжної компоненти поля оціненої з аналізу
становить  615,7± 252,2 Гаус.